# Галичник
Галичник (макед. Галичник, алб. Galiçnik/Galiçniku) — горное село в Северной Македонии, которое вместе с Лазарополем является одним из двух крупнейших и старейших мияцких сёл. В Галичнике хорошо сохранилась традиционная архитектура, включая амфитеатр на сельской площади. Село славится своими окрестностями и природным заповедником. Высокую ценность имеет местный желтый сыр кашкавал, который производится в регионе, а также местный белый сыр (макед. бело сиренье) в соленой рапе, который тоже является традиционным в этом регионе.

## Расположение
Село расположено на склонах горы Быстрая, в 10 км от Мавровского водохранилища и зимнего курорта Лазаревские зори.

## История
Поселок находится в этнографическом регионе Миячия, названном в честь мияков (макед. Мијаци), — племени, которое исторически населяет этот горный край. По легенде, мияки пришли на территорию нынешнего проживания из региона Салоники и название села Галичник связывают с рекой Галикос (макед. Галик).
В регионе находится много пастбищ для скота, и это привлекало валахов, пастухов, которые основывали поселения, так как местность идеально подходила для животноводства и скотоводства. В прошлом, экономика Галичника опиралась на скотоводство, особенно торговлю овцами, изготовление сыра, мяса и изделий из шерсти. Много семей, которые имели большие стада скота разбогатели. Эти люди среди местного населения известны как «чабаны». Этот термин используют для обозначения богатых пастухов.
В селе существовали прочные традиции печальбы — сезонных работ, когда многие мужчины уезжали из села на работу в крупные города, как квалифицированные рабочие, такие как плотники и каменщики. Они могли находиться далеко от Галичника в течение нескольких месяцев или даже лет. На сезонной работе мужчины зарабатывали достаточно, чтобы прокормить свои семьи, а иногда и наживали состояние, становясь в итоге богатыми.

## События
Важнейшее событие в селе — это Галичницкая свадьба, традиционный свадебный обычай, который проводится ежегодно в июле, на день села и его святого покровителя — Апостола Петра. В XXI веке обычай является туристической достопримечательностью села, и находится под защитой ЮНЕСКО.
Ещё одно ежегодное событие — Галичникская художественная колония.

## Известные люди
- Александар Сариевский (1922—2002) — знаковый македонский певец и композитор.
- Георгий Пулевский (1838—1895) — македонский писатель, переводчик, историк, революционер и военный деятель.
- Партений Зографский (1818—1876) — болгарский священник, филолог и фольклорист.
- Димитрие Бужаровский (род. 1952) — македонский композитор.
- Доксим Михаилович (1883—1912) — сербский учитель, военачальник Сербской революционной организации.
- Славко Брезовский (1922—2017) — македонский архитектор-модернист. Главный архитектор университета Скопье.

## Галерея

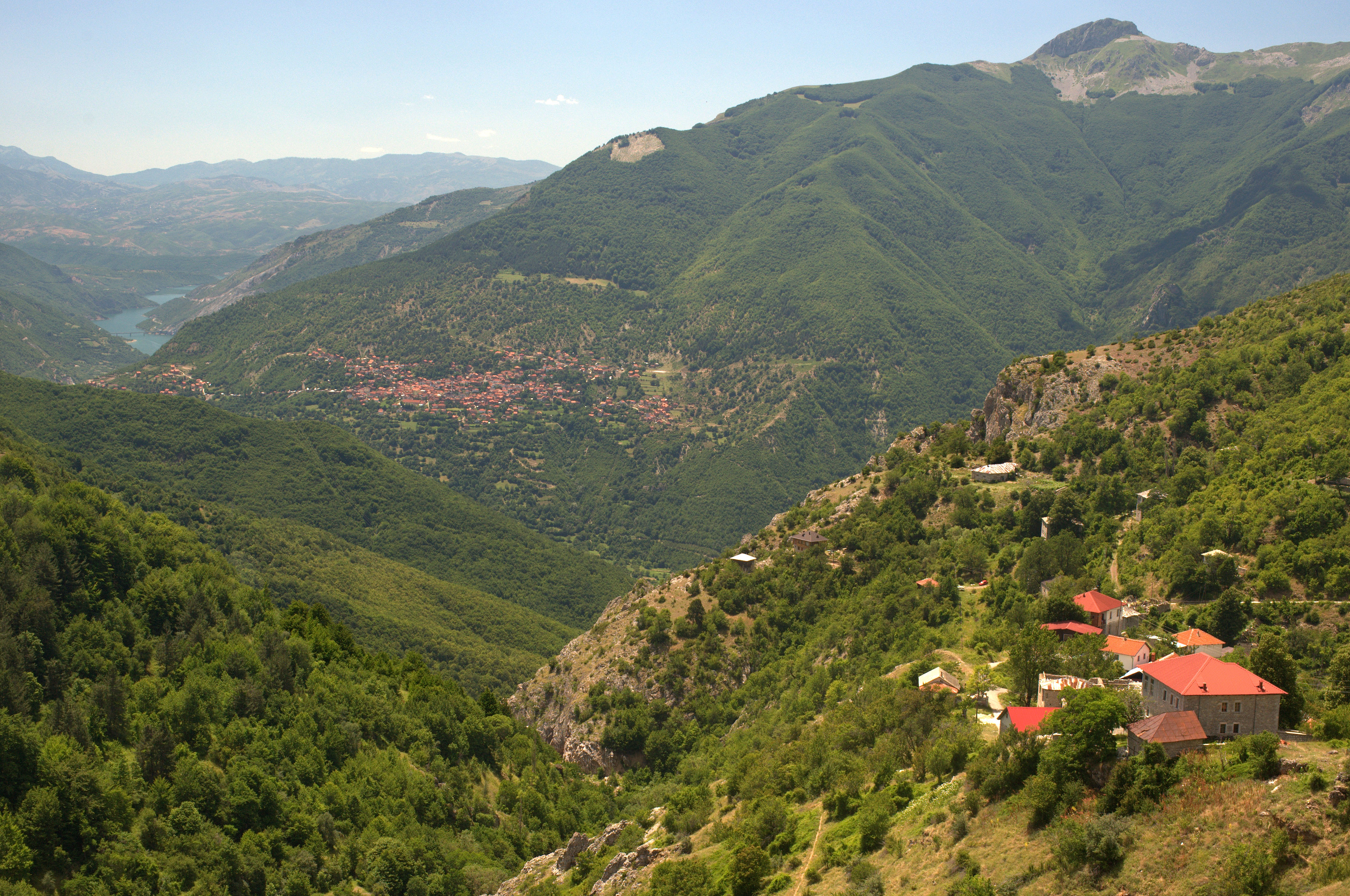
Галичник, водохранилище Дебар
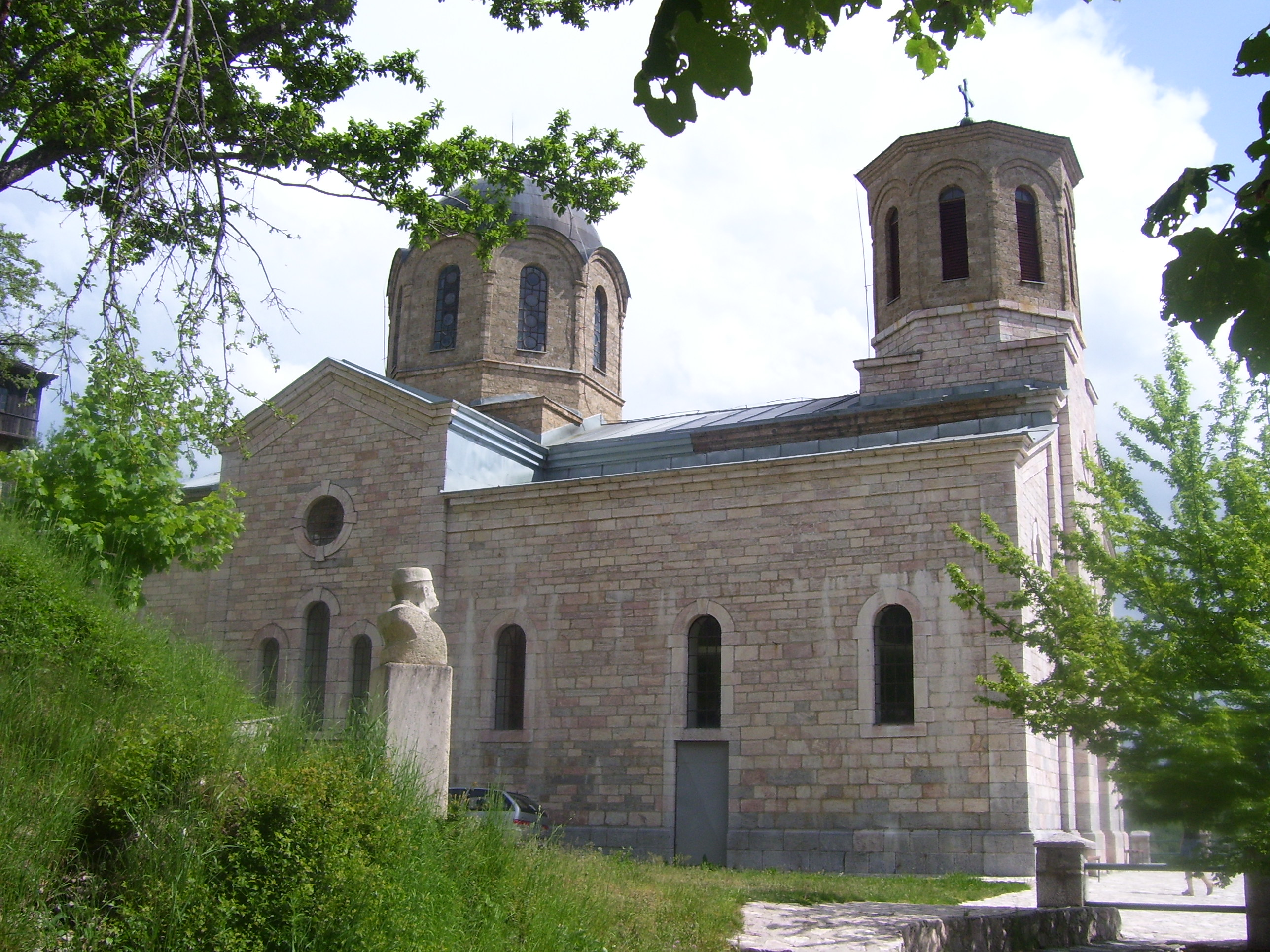
Церковь Святых Петра и Павла
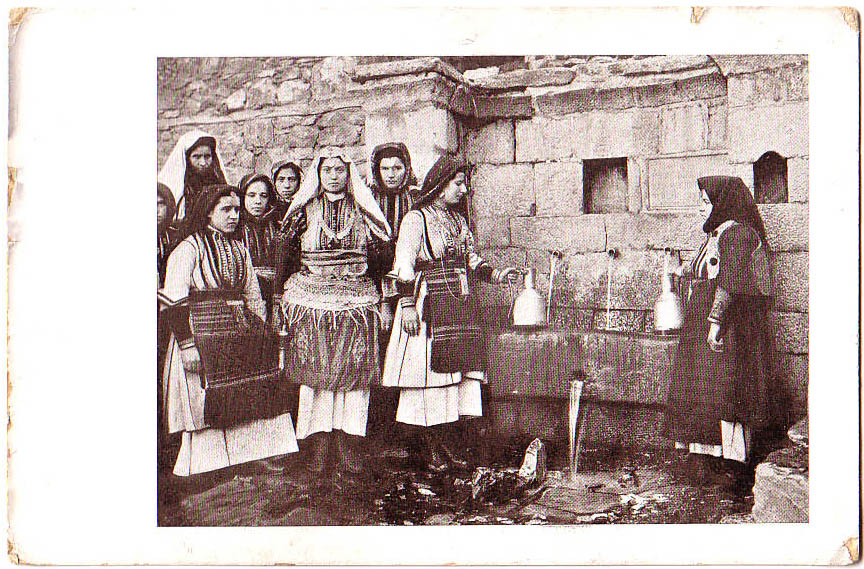
Старая открытка с Галичника (1903—1908)
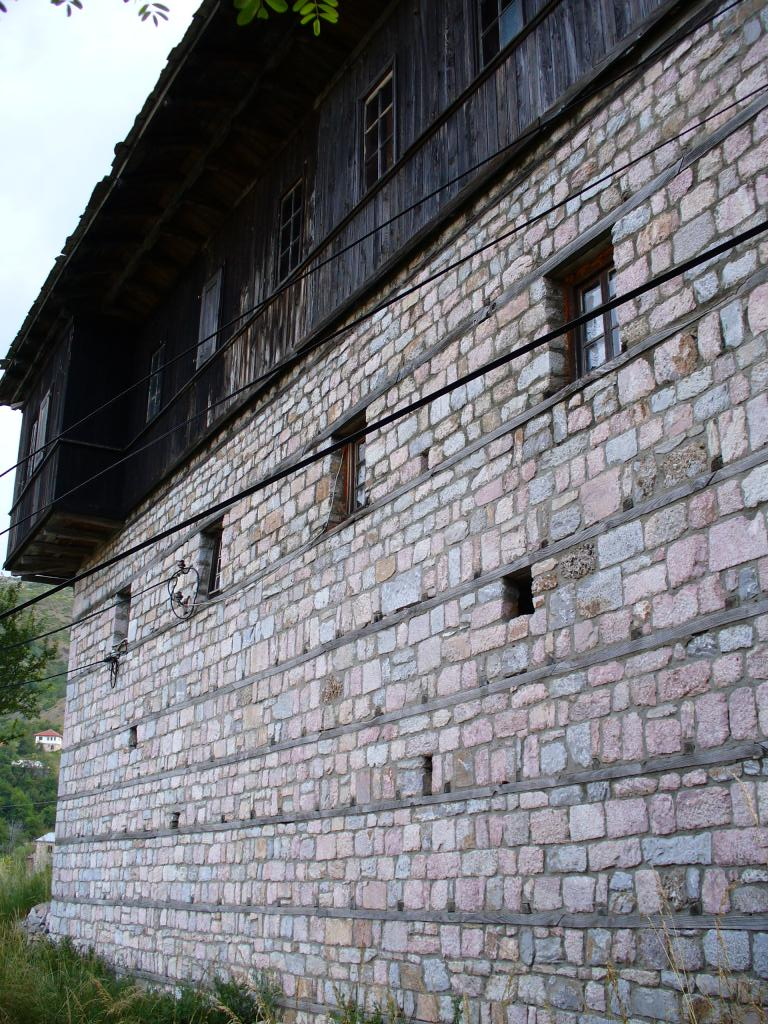
Архитектура Галичника
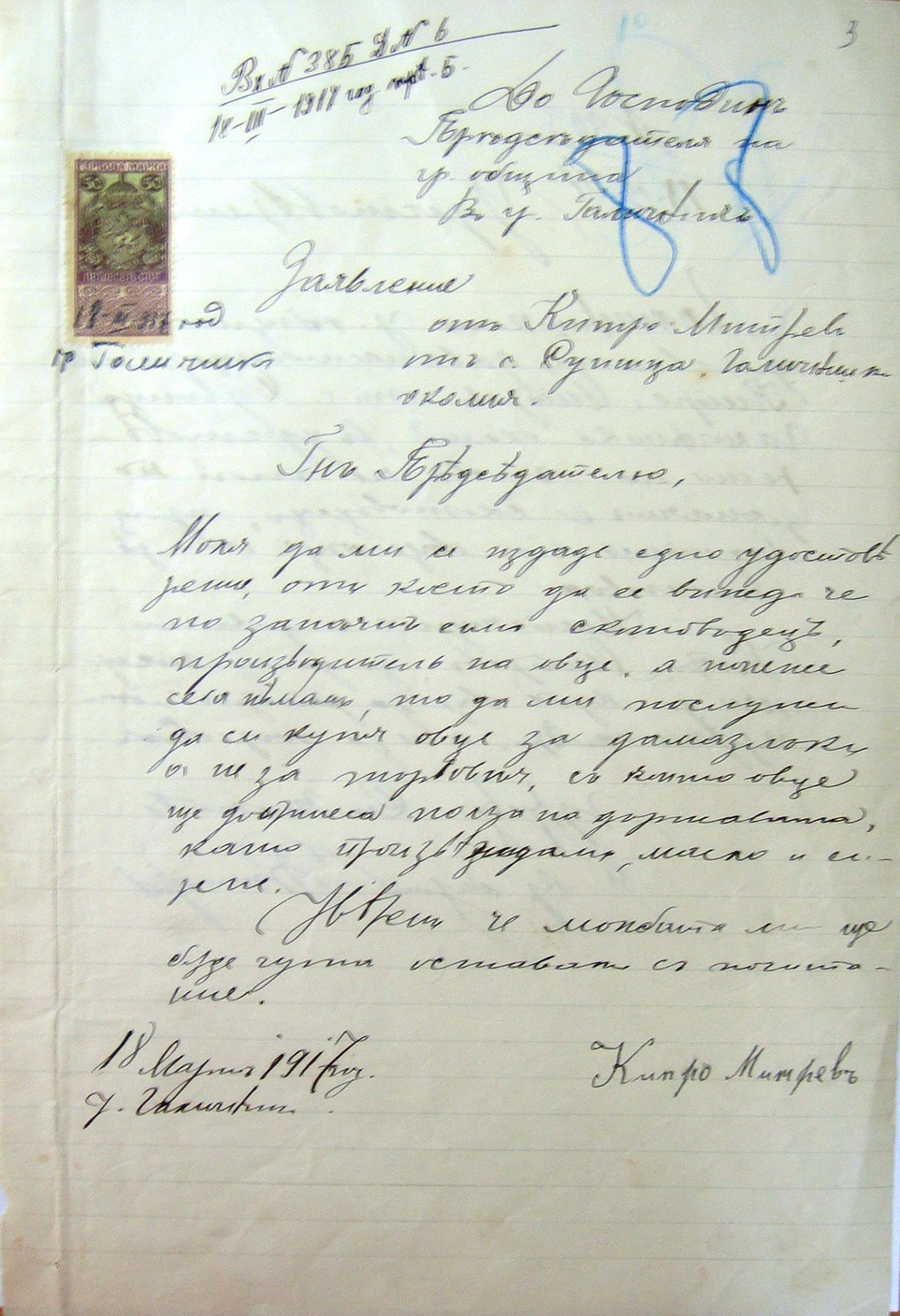
Запрос на разрешение покупки овец (18 марта 1917 года)